# Slappy (Piccoli brividi)
(L'esclamazione ricorrente di Slappy, quando uno dei personaggi lo chiamano così per il suo aspetto.)
Slappy il pupazzo (Slappy the Dummy) è un personaggio immaginario e il principale antagonista della famosa serie letteraria di libri horror per ragazzi Piccoli brividi, creati dal celebre autore statunitense R. L. Stine (Robert Lawrence Stine); il personaggio è comparso anche come antagonista principale nel film Piccoli brividi e nel suo sequel Piccoli brividi 2 - I fantasmi di Halloween, dove Stine lo descrive come "un pupazzo da ventriloquo con un grave complesso di Napoleone".
Nei libri, Slappy si anima con la frase "Karru Marri Odonna Loma Molonu Karrano" (che si traduce approssimativamente in "Tu ed io siamo uno adesso" oppure "Tu ed io siamo una cosa sola") che può essere trovata su un biglietto nella tasca della giacca di Slappy. Dopo essere tornato in vita, inizia a causare il caos nella vita del suo proprietario, facendolo incolpare di tutto; inoltre vuole trasformare i giovani protagonisti in suoi schiavi per il resto delle loro vite. Fortunatamente, viene presto sconfitto diverse volte, finendo rotto o tornando a dormire.

## Caratterizzazione
Slappy è considerato il più popolare dei personaggi cattivi della serie, oltre ad essere il fattore chiave del successo di una delle storie più famose della saga: Il pupazzo parlante (in cui è il principale antagonista del ciclo di libri).

### Aspetto fisico e personalità
Come indicato dalla sua descrizione, Slappy è una marionetta da ventriloquo che insiste costantemente di non essere chiamato un pupazzo o uno sciocco. Antisociale e persino sadico, uno dei suoi obiettivi principali è maledire gli umani affinché diventino fantocci in modo da renderli i suoi schiavi per il resto delle loro vite. Caratterizzato come un crudele burlone, Slappy ha un senso dell'umorismo tagliente e si diverte a insultare con cattiveria: un tema ricorrente nelle sue storie è che mette nei guai il suo proprietario durante le sue esibizioni da ventriloquo, poiché tutti credono che l'esecutore stia facendo commenti offensivi. Estremamente arrogante, Slappy ama anche vantarsi di sé stesso, di solito vantandosi di quanto sia intelligente e assettato di potere.
Slappy è ben consapevole di essere malvagio e fa di tutto per spaventare e rendere infelici gli altri perché gli piace. Un altro dei suoi tratti più conosciuti è la sua maleducazione: Slappy è infatti molto meschino e insulta costantemente le persone su cose come la loro faccia, stazza ecc. Sebbene sia principalmente un burlone malizioso e prepotente, ha anche tentato di uccidere persone in tutte le sue storie, ed è anche un pedofilo dichiarato, poiché ha cercato di costringere una ragazzina a diventare la sua sposa in Il pupazzo parlante n.4.
Slappy ha anche una sua serie chiamata SlappyWorld in cui è il narratore della storia e anche l'antagonista principale della saga titolare. Nonostante sia il cattivo principale della maggior parte dei libri in cui si trova, diventa anche il protagonista oppure un antieroe salvando i giovani protagonisti della storia.

### Poteri e abilità
I poteri di Slappy sono incoerenti e variano notevolmente. Inizialmente, non sembra averne alcuno. Tuttavia, i media successivi descrivono Slappy come dotato di poteri soprannaturali.
La manipolazione della vita è uno dei suoi poteri più noti. In Il pupazzo parlante n.3, può dare vita ad altri pupazzi. Questo potere è notevolmente ampliato in Piccoli brividi 2 - I fantasmi di Halloween poiché dà vita a diverse decorazioni e costumi di Halloween utilizzando le parole che lo riportano in vita.
Include anche il teletrasporto. Questo potere è comunemente usato nel film Piccoli brividi  per raggiungere alcuni luoghi, anche se è usato raramente nel sequel indipendente poiché Slappy viene principalmente visto camminare nel film.
Il potere di telecinesi è stato introdotto in Piccoli brividi 2 - I fantasmi di Halloween.
Il suo potere più conosciuto rimane l'immortalità: Slappy ha un'inspiegabile capacità di ritornare da quella che dovrebbe essere una sconfitta in forma di morte permanente. Nella serie TV, dopo che il suo corpo è stato distrutto nella sua terza apparizione, ritorna tutto intero nella quarta apparizione senza alcuna spiegazione.
Slappy è considerato uno dei cattivi più pericolosi della serie, poiché muore e torna in vita numerose volte. Tuttavia, Slappy ha una debolezza: le antiche parole che danno vita a Slappy possono essere usate per riaddormentarlo temporaneamente, ma la paura più grande di Slappy è che qualcuno trovi un modo per riaddormentarlo definitivamente.

## Storia editoriale

### Apparizioni notevoli nei romanzi

#### Serie principale
- Il pupazzo parlante (Night of the Living Dummy, 1993)
- Il pupazzo parlante n.2 (Night of the Living Dummy II, 1995)
- Il pupazzo parlante n.3 (Night of the Living Dummy III, 1996)
- Il pupazzo parlante n.4 (Bride of the Living Dummy, 1998)
- L'incubo di Slappy (Slappy's Nightmare, 1999)

#### SerieGoosebumps HorrorLand
- La vendetta di Badboy (Revenge of the Living Dummy, 2008)
- Panic Park (The Street of Panic Park, 2009)
- La pagherai cara! (Slappy New Year, 2013)

#### Altre storie
- Son of Slappy (2013)
- Piccoli brividi - La storia (Goosebumps: The Movie Novel, 2015)
- Goosebumps SlappyWorld (2017-in corso)
- Piccoli brividi (Goosebumps, 2017)
- Haunted Halloween: Movie Novel (2018)

## Altri media

### Televisione
- Slappy il pupazzo (doppiato in originale da Cal Dodd e in italiano da Riccardo Peroni) è l'antagonista principale della serie televisiva Piccoli brividi (1995), è comparso solo in quattro episodi. Nella serie TV, il personaggio è un sadico maniaco del controllo, ma ancora più cattivo che nella storia originale dei vecchi libri per ragazzi. Ad esempio, nell'episodio "Il pupazzo parlante", il suo atto peggiore è semplicemente dipingere il nome di Amy nella stanza della sorella maggiore Sara e stringere dolorosamente la mano di una ragazza di colore (anche se non la rompe). In seguito tenta di sbattere sadicamente una chitarra addosso al padre di Amy (anche se è implicito che sapesse che la ragazza lo avrebbe fermato e avrebbe rotto accidentalmente la chitarra e non avrebbe colpito suo padre). Anche così, minacciava comunque di continuare a rovinare la vita di Amy a meno che lei non avesse accettato di diventare sua schiava e che avrebbe potuto ferire la ragazza e la sua famiglia e farla rinchiudere in un reparto psichiatrico, ma quando Sara venne a sapere che lui era vivo, cercò di rendere anche lei la sua schiava. Nell'episodio in due parti "Il pupazzo parlante 3°", Slappy maltratta e abusa Rocky e trasforma Zane in un pupazzo da ventriloquo. Nell'ultima apparizione dell'episodio televisivo "Il pupazzo parlante nº 4", minaccia di ferire ma non uccidere i bambini alla festa di compleanno, non uccide nessuno tranne Mary-Ellen (cosa che viene fatta per legittima difesa) e desidera rendere Jillian, che ha sedici anni, la sua "sposa". In seguito Jimmy afferma che ha ucciso i suoi rivali (sebbene fossero altri pupazzi, non umani) e intende fare la dodicenne Katie (la sorella minore di Jillain) la sua "sposa". Durante il corso della serie televisiva, la sua voce in italiano e le sue risate in modo folle e maniacale ricordano molto al supercriminale della DC, Joker (in cui viene proprio prestato la voce dallo stesso doppiatore italiano).
- Kanduu, più noto semplicemente come Slappy il pupazzo (doppiato in originale da Chris Geere e in italiano da Francesco Pezzulli), è ricomparso anche come uno dei due antagonisti principali nella nuova serie televisiva su Disney+ Piccoli brividi (2023). In questa versione del personaggio, a differenza delle apparizioni precedenti, è ancora più sinistro, malvagio, pericoloso, inquietante e manipolativo come viene raccontato bene nella sua storia. Nell'episodio "La notte del burattino vivente", Slappy è stato acquistato in un negozio di magia da Ephraim Bratt, nel tentativo di rivitalizzare la sua carriera fallita da mago. Ephraim si trovò un incantesimo nelle tasche di Slappy che gli diede la vita e, con il suo aiuto, divenne un ventriloquo di successo, ma a costo di essere lasciato dalla sua famiglia per concentrarsi solo sul pupazzo. Alla fine, Slappy chiese a Ephraim di recuperare la bara di qualcuno di nome Kanduu (recitato personalmente dallo stesso attore Chris Geere) e lo esortò a leggere l'incantesimo nascosto all'interno. Tuttavia Ephraim ebbe una visione di persone che morivano in una grande torre in fiamme e rifiutò l'influenza del malefico pupazzo parlante e lo rinchiuse in una valigetta. Ephraim comprò una casa a Port Lawrence e nascose Slappy dietro un muro nel seminterrato. Nel 1993, dieci anni dopo la morte di Ephraim Bratt, i suoi discendenti, i Biddle, ereditarono la casa. Slappy è stato trovato dal pronipote di Ephraim, Harold Biddle, che era stato vittima del bullismo nella sua scuola precedente, e aveva difficoltà ad adattarsi alla nuova città. Aveva un'influenza completa su Harold, isolandolo ulteriormente e costringendolo a sbarazzarsi dei suoi genitori trasformandoli in burattini di legno. Dopo che Slappy e Harold hanno umiliato Sarah e i suoi amici (Ben Howard, Victoria, Eliza e Nora Parker), a uno spettacolo scolastico, Nora scopre che Slappy recita da solo e convince gli altri a portarlo via da Harold, andando a casa sua quella notte e ha rubato Slappy. Dopo la morte di Harold nell'incendio del seminterrato, Slappy viene fatto a pezzi da Ben, che insieme ai suoi amici nasconde i suoi resti e mantiene segreti gli eventi di quella notte. Al giorno d'oggi, Harold ritorna dall'aldilà e possedeva l'insegnante di scuola Nathan Bratt per cercare Slappy e vendicarsi dei figli dei suoi presunti assassini attraverso l'uso dei suoi beni personali. Nell'episodio "Non mi spaventi", i resti di Slappy vengono portati da Nora su una montagna innevata finché non vengono recuperati da Nathan (posseduto da Harold). Slappy e Harold cercano di sbarazzarsi di Isaiah Howard, i suoi amici e genitori gli dicono tutta la verità su Harold. Lo spirito del ragazzo salva Isaiah e getta Slappy dal dirupo e, perdonandoli, si riunisce con i suoi genitori nell'aldilà. Giù dalla scogliera, Slappy, sebbene di nuovo rotto, apre gli occhi. Nell'episodio "La notte del burattino vivente: Parte 2", Slappy viene ritrovato ora dal signor Bratt, che ha il blocco dello scrittore e sotto la pressione dei suoi problemi finanziari, viene resuscitato, così come il defunto animale domestico di Bratt, Fifi, ora come un pericoloso e ferocissimo barboncino vampiro. Dopo che Bratt trova la bara del malvagio stregone Kanduu e legge l'incantesimo nascosto all'interno, lo spirito di Slappy viene rilasciato e ripristina il suo corpo umano e trasforma Ben in un burattino. Nell'ultimo episodio della prima stagione, "Benvenuti a Horrorland", la storia di Kanduu vede come la sua anima che è stata trasferita al pupazzo Slappy da un burattinaio di nome Mahar.

### Cinema
- Slappy è comparso come antagonista principale nel film Piccoli brividi (2015), doppiato in originale da Jack Black e in italiano da Fabrizio Vidale.
- Slappy ricompare come antagonista principale nel sequel Piccoli brividi 2 - I fantasmi di Halloween (2018), doppiato in originale da Mick Wingert e in italiano da Stefano Brusa.
- I personaggi chiamati come i Benson, un gruppo di marionette ventriloqui non parlanti al servizio di Gabby Gabby, e antagonisti secondari del film d'animazione della Disney Pixar Toy Story 4 (2019), sono ispirati a Slappy il pupazzo.

### Videogiochi
Slappy compare anche negli alcuni videogiochi della serie. Essi sono:
- Goosebumps: HorrorLand (2008)
- Goosebumps: The Game (2015)
- Goosebumps: Città dell'orrore (2018)
- Goosebumps: Dead of Night (2020)